# 망누스 코노브
망누스 코노브(Magnus Konow, 1887년 9월 1일~1972년 8월 25일)는 노르웨이의 요트 선수로 1908년 하계 올림픽, 1912년 하계 올림픽, 1920년 하계 올림픽, 1928년 하계 올림픽, 1936년 하계 올림픽, 1948년 하계 올림픽에 출전했다.
1908년 올림픽에서는 노르웨이 요트 프람의 승무원으로 8미터급에 출전하여 4위를 차지했다. 4년 후인 1912년 올림픽에서는 마그다 IX의 승무원으로 12미터급에서 첫 금메달을 획득했다.
1920년 올림픽에서 실드라의 일원으로 8미터급에서 두번째 금메달을 획득했다. 네번째 참가인 1928년 올림픽에서는 노레그 호를 타고 8미터급에서 4위를 차지했다.
1936년 올림픽에서 룰리 II의 조타수로 6미터급에서 세번째 메달인 은메달을 획득했다. 아들인 카르스텐 코노브도 같은 배의 승무원이었다.
그의 여섯 번째이자 마지막 올림픽 출전은 1948년 런던 올림픽이었다. 그는 6미터급 경기에서 4위를 차지한 노르웨이 보트 아파치의 조타수였다.